# فهرست میراث جهانی در ترکیه
میراث جهانی در ترکیه شامل ۲۱ اثر از مکان‌های تاریخی، فرهنگی و طبیعی در ترکیه است. ترکیه ۱۶ مارس ۱۹۸۳ م به این کنوانسیون پیوست و تا سال ۲۰۲۰ م افزون بر ۱۸ سایت ثبت‌شده، ۸۳ سایت نیز از این کشور در فهرست آزمایشی قرار گرفته است.
همان‌طور که در پیمان‌نامه میراث جهانی یونسکو — که در سال ۱۹۷۲ م تأسیس شده — شرح داده شده است، سایت‌های میراث جهانی سازمان آموزشی، علمی و فرهنگی ملل متحد، یونسکو مکان‌هایی هستند که اهمیت فرهنگی یا طبیعی دارند. طبق کنوانسیون یونسکو هر اثری پس از ثبت توسط این کمیته، باید از سوی کشور نگهدارندهٔ اثر، مورد توجه ویژه قرار گیرد و انجام هرگونه دخل و تصرف یا اقدامی که باعث به خطر افتادن آن شود، ممنوع است.
مسجد بزرگ و بیمارستان دیواریچی، مناطق تاریخی استانبول و پارک ملی گومر و سایت‌های راک کاپادوکیا سه مکانی بودند که نخستین بار، در نهمین جلسه کمیته میراث جهانی در سال ۱۹۸۵ م، که در پاریس فرانسه برگزار شد، در فهرست جهانی قرار گرفتند.
آفرودیسیاس، در سال ۲۰۱۷ م و گوبکلی‌تپه در سال ۲۰۱۸ م آخرین مکان‌هایی هستند که به این فهرست اضافه شده‌اند. آیزانوی، کلیسای صلیب مقدس، آلانیا، لیکیه، اسوس، پریه‌نه، پرگا، زیوگما، مسجد اشرف‌اغلو، شانلی‌اورفه، سرای اسحاق پاشا و غار باستان‌شناسی از دورهٔ پارینه‌سنگی کارائین از جمله مکان‌هایی هستند که برای ثبت در فهرست میراث جهانی یونسکو از سوی کشور ترکیه پیشنهاد شده‌اند.

## میراث جهانی
یونسکو سایت‌ها را با ده معیار فهرست می‌کند. هر ورودی باید حداقل یکی از معیارها را داشته باشد.
| #  | نگاره | نام                                  | موقعیت                                                                     | ش ثبتمعیارها              | سال  | شرح | م      |
| ۱  |       | گورمه و کاپادوکیه                    | استان نوشهر                                                                | ۳۵۷(i)(iii)(v)(vii)       | ۱۹۸۵ | منطقهٔ گورمه به‌دلیل سازندهای سنگی جالب توجه دودکش جن مشهور است. سایت‌های سنگی کامپادوکیا همچنین دارای مجموعه‌ای از سکونت‌گاه‌های سنگی، روستاها، کلیساها، شهرهای زیرزمینی و نمونه‌های بسیار خوبی از هنر بیزانسی است. | [ ۶ ]  |
| ۲  |       | مسجد بزرگ دیوریغی                    | استان سیواس                                                                | ۳۵۸(i)(iv)                | ۱۹۸۵ | مجتمع مسجد–بیمارستان بزرگ دیوریغی که در اوایل قرن سیزدهم میلادی بنا شده است، نمونه‌ای بی‌نظیر و برجسته از معماری اسلامی با طرح‌های متمایز و گاه متناقض است. | [ ۷ ]  |
| ۳  |       | مناطق تاریخی استانبول                | استانبول                                                                   | ۳۵۶(iii)(iv)(vii)         | ۱۹۸۵ | پایتخت امپراتوری‌های بیزانس و عثمانی، استانبول بیش از دو هزاره است که یک مرکز مهم سیاسی، مذهبی و فرهنگی بوده است. افق آن، که شامل شاهکارهایی همچون هیپودروم قسطنطنیه، ایا صوفیه، مسجد سلیمانیه و کاخ توپ‌قاپی است، گواهی بر نبوغ بزرگ معماران در قرون گذشته است. | [ ۸ ]  |
| ۴  |       | خاتوشا                               | استان چوروم                                                                | ۳۷۷(i)(ii)(iii)(iv)       | ۱۹۸۶ | پایتخت رسمی امپراتوری هیتی‌ها با دارا بودن دروازه‌های شهر، معابد، کاخ‌ها و پناهگاه‌های صخره‌ای نزدیک یازلیکایا، از آخرین محافل قدرت حاکم بر آناتولی و شمال سوریه است. | [ ۹ ]  |
| ۵  |       | کوه نمرود                            | استان آدیامان                                                              | ۴۴۸ (i)(iii)(iv)          | ۱۹۸۷ | بناهای تاریخی این مکان از بزرگ‌ترین ساختمان‌های هلنیسم است. وزن بعضی از بلوک‌های سنگی به‌کاررفته در آن، به ۹ تُن می‌رسد. آرامگاه آنتیوخوس یکم تئوس کوماژن، از پادشاهان کوماژن، در اینجا قرار دارد. پادشاه این تمدن با هدف تحکیم پیوند با خدایان و تأمین آرامش مردم، در نقاط مختلف کشور معابد متعددی ساخته بود؛ معبد ساخته‌شده در کوه نمرود نیز یکی از این موارد است. | [ ۱۰ ] |
| ۶  |       | هیراپولیس و پاموک‌کاله                | استان دنیزلی                                                               | ۴۸۵ (iii)(iv)(vii)        | ۱۹۸۸ | سایت طبیعی پاموکاله به‌دلیل چشم‌انداز چشمگیرش، متشکل از آبشارهای سنگی، استالاکتیت و پادگانه مشهور است. هیراپولیس، که در پایان سدهٔ دوم پیش از میلاد تأسیس شد، میزبان ساختارهای مختلف یونانی–رومی از جمله معابد، حمام‌ها، نکروپولیس و همچنین نمونه‌هایی از معماری مسیحیان اولیه است. | [ ۱۱ ] |
| ۷  |       | زانث و لاتون                         | استان آنتالیا و استان موغله                                                | ۴۸۴ (ii)(iii)             | ۱۹۸۸ | این سایت از دو شهرک همسایه تشکیل شده است. زانث، مرکز تمدن لیکیان، تأثیرات قابل توجهی در معماری بر سایر شهرهای منطقه گذاشته، و بنای یادبود نرئید به‌طور مستقیم از آرامگاه هالیکارناسوس در کاریا الهام گرفته شده است. لتون، یک مرکز مذهبی مهم در لیکیا، میزبان سه زبانه لتون است و کلید رمزگشایی زبان لیکیایی را — که مدتهاست منقرض شده است — فراهم می‌کند. | [ ۱۲ ] |
| ۸  |       | سافران‌بولو                           | استان قره‌بوک                                                               | ۶۱۴ (ii)(iv)(v)           | ۱۹۹۴ | این شهر محل تلاقی کاروان‌ها و تجارت‌خانه‌ها بوده است که از قرن سیزدهم میلادی به بعد شکوفا شد. معماری آن تأثیر عمده‌ای در توسعهٔ شهری در سراسر امپراتوری عثمانی داشته است. | [ ۱۳ ] |
| ۹  |       | تروآ                                 | استان چناق‌قلعه                                                             | ۸۴۹ (ii)(iii)(vi)         | ۱۹۹۸ | تروای با قدمت بیش از چهار هزار سال، در اواخر قرن نوزدهم میلادی و در سال ۱۸۷۰ م، توسط هاینریش شلیمان، باستان‌شناس آلمانی کشف شد و به یکی از مشهورترین مکان‌های باستان‌شناسی در جهان تبدیل شده است. گمان می‌رود شهری که تروآ نام گرفته محل رخداد جنگ تروآ نقل‌شده در حماسهٔ ایلیاد اثر هومر باشد. | [ ۱۴ ] |
| ۱۰ |       | مسجد سلیمیه                          | استان ادرنه                                                                | ۱۳۶۶ (i)(iv)              | ۲۰۱۱ | مجموعهٔ مسجد سلیمیه در ادرنه در طول قرن ۱۶ میلادی توسط معمار سنان ساخته شده است که شاهکار وی قلمداد می‌شود و عالی‌ترین دستاورد معماری عثمانی است. آغاز ساخت مسجد طبق کتیبه‌ای که در این مجموعه موجود است به سال ۱۵۶۸ م در دورهٔ سلطنت سلطان سلیم دوم عثمانی برمی‌گردد. معمار سنان دربارهٔ ساخت این اثر گفته است: «در دوران شاگردی‌ام مسجد شهزاده استانبول را ساختم. وقتی که بنّا شدم مسجد سلیمانیه را به اتمام رساندم. اما تمام نیرویم را صرف مسجد سلطان سلیم خان کردم و استادی خودم را به‌طور کامل و جامع اعلام کردم.» | [ ۱۵ ] |
| ۱۱ |       | چاتال‌هویوک                           | استان قونیه                                                                | ۱۴۰۵ (iii)(iv)            | ۲۰۱۲ | از آثار مهم دوران نوسنگی در دشت قونیه آناتولی است که تاریخ آن به ۶۵۰۰ تا ۵۷۰۰ پ. م برمی‌گردد و آن را می‌توان از نخستین تلاش‌های بشر برای پی‌ریزی زندگی شهری دانست. چتل‌هویک بزرگ‌ترین و پیچیده‌ترین مناطق باستانی بازمانده از دوران نوسنگی است که تاکنون توسط باستان‌شناسان کشف و حفاری شده است. | [ ۱۶ ] |
| ۱۲ |       | بورسا و جمعه‌لی‌قزق                    | استان بورسا                                                                | ۱۴۵۲ (i)(ii)(iv)(vi)      | ۲۰۱۴ | اولین پایتخت امپراتوری عثمانی در قرن ۱۴ میلادی، با برنامه‌ریزی ابتکاری شهری خود، منبع اصلی برای شهرهای آیندهٔ عثمانی شد. مسجد معروف مسجد یشیل و مجموعهٔ بزرگ قونیه در این شهر قرار دارد. بورسا شهری صنعتی است و کارخانجات اتومبیل‌سازی توفاش، کارسان و اویاک-رنو آن را به قطب اتومبیل‌سازی ترکیه تبدیل کرده‌اند. این شهر چهارمین شهر بزرگ ترکیه است. | [ ۱۷ ] |
| ۱۳ |       | پرگامون                              | استان ازمیر                                                                | ۱۴۵۷ (i)(ii)(iii)(iv)(vi) | ۲۰۱۴ | پرگامون در قرن ۳ قبل از میلاد به‌عنوان پایتخت سلسله اتالیه تأسیس شد و یکی از مهم‌ترین شهرهای جهان باستان بود. در دوران حکومت رومیان در سال ۱۳۳ پیش از میلاد، این شهر شاهد توسعه بیشتر بود و به‌عنوان یک مرکز درمانی عمده شناخته شد. این شهر باستانی، پایتخت امپراتوری پرگامون و زادگاه جالینوس طبیب است. در کاوش‌های باستان‌شناسی در ردیف یکی از غنی‌ترین شهرهای تاریخی قرار گرفته است. شهر پرگامون پس از اسکندریه دومین کتابخانهٔ بزرگ جهان یونان باستان را در خود جای داده بود.                                    | [ ۱۸ ] |
| ۱۴ |       | قلعه دیاربکر و باغ‌های هوسال          | استان دیاربکر                                                              | ۱۴۸۸(iv)                  | ۲۰۱۵ | دیاربکر از عصر هلنیستی تا به امروز شهر بسیار مهمی بوده است. این سایت شامل دیوارهای شهری ۵٫۸۰۰ کیلومتری و همچنین باغ‌های هوسال است که تأمین غذا و آب شهر را تأمین می‌کرد. | [ ۱۹ ] |
| ۱۵ |       | افسوس                                | استان ازمیر                                                                | ۱۰۱۸(iii)(iv)(vi)         | ۲۰۱۵ | شهر یونان باستان افسوس به‌دلیل وجود یکی از عجایب هفت‌گانه جهان باستان، معبد آرتمیس معروف بود که اکنون ویرانه است. در دورهٔ امپراتوری روم در قرن ۲ قبل از میلاد، این شهر رونق گرفت و ساختارهای به‌یادماندنی مانند کتابخانه سلسوس را به‌جا گذاشت. خانه مریم مقدس و کلیسای سنت جان از قرن پنجم میلادی به مکان‌های اصلی زیارت مسیحیان تبدیل شدند. | [ ۲۰ ] |
| ۱۶ |       | آنی                                  | استان قارص                                                                 | ۱۵۱۸(ii)(iii)(iv)         | ۲۰۱۶ | واقع در نزدیکی مرز ترکیه و ارمنستان در قرن ۱۰ و ۱۱ میلادی به‌عنوان پایتخت ارمنستان باگراتونی به دوران طلایی خود رسید، قبل از آنکه از قرن ۱۴ میلادی پس از حملهٔ امپراتوری مغول و یک زلزلهٔ بزرگ رو به زوال بگذارد. | [ ۲۱ ] |
| ۱۷ |       | آفرودیسیاس                           | استان آیدین                                                                | ۱۵۱۹(ii)(iii)(iv)(vi)     | ۲۰۱۷ | این مکان شامل آفرودیسیاس، آفرودیت — که یک معبد قرن سوم پیش از میلاد است — و معادن سنگ مرمر باستانی می‌شود که از منابع درآمد یونان باستان بوده است. | [ ۳ ]  |
| ۱۸ |       | گوبکلی‌تپه                            | استان شانلی‌اورفه                                                           | ۱۵۷۲(i)(ii)(iv)           | ۲۰۱۸ | قدمت این مکان به دورهٔ نوسنگی پیش از سفال آ بین هزاره ۱۰ و ۹ قبل از میلاد مسیح می‌رسد، این محل احتمالاً توسط شکارچیان برای اهداف آیینی استفاده می‌شده است. | [ ۴ ]  |
| ۱۹ |       | ارسلان‌تپه                            | ملطیه                                                                      | ۱۶۲۲(iii)                 | ۲۰۲۱ | ارسلان‌تپه یک شهر باستانی در کنار رود توهما، شاخه ای از فرات، بود که در کوه‌های توروس سرچشمه داشت. سایت باستان‌شناسی مدرن ارسلان‌تپه در نزدیکی ملطیه است. اولین شمشیر که در اوایل عصر برنز شناخته شده است (حدود ۳۳ تا ۳۱ قرن) بر اساس یافته‌های مارچلا فرنجپان از دانشگاه رم در این تپه کشف شد. | [ ۲۲ ] |
| ۲۰ |       | مساجد ستون چوبی آناتولی سده‌های میانه | سایت‌های متعدد                                                              | ۱۶۹۴(ii)(iv)              | ۲۰۲۳ | این سایت از پنج مسجد تشکیل شده که ستون‌های چوبی آن سقف‌ها را نگه می‌دارند و همگی این مسجدها در آناتولی بوده قدمتشان به اواخر قرن سیزدهم و اواسط قرن چهاردهم میلادی بازمی‌گردد. | [ ۲۳ ] |
| ۲۱ |       | گردیوم                               | استان آنکارا ۳۷°۱۳′۰۰″ شمالی ۳۸°۵۵′۲۱″ شرقی / ۳۷٫۲۱۶۶۷°شمالی ۳۸٫۹۲۲۵۰°شرقی | ۱۶۶۹(iii)                 | ۲۰۲۳ | گوردون پایتخت باستانی فریگیه بود. سکونت در این محل از اوایل عصر برنز (حدود ۲۳۰۰ پیش از میلاد) به‌طور مداوم تا قرن ۴ میلادی و دوباره در قرن سیزدهم و چهاردهم میلادی تأیید شده است. | [ ۲۴ ] |

## فهرست آزمایشی
علاوه بر مکان‌هایی که در فهرست میراث جهانی ثبت شده‌اند، کشورهای عضو می‌توانند فهرستی از مکان‌های آزمایشی را که ممکن است برای نامزدی در نظر گرفته شوند، ارائه کنند. نامزدهای فهرست میراث جهانی تنها در صورتی پذیرفته می‌شوند که سایت قبلاً در فهرست آزمایشی ثبت شده باشد. تا تاریخ ۲۰۲۵ ترکیه ۷۹ اثر را در فهرست آزمایشی خود دارد.
| #  | نگاره | نام | موقعیت                              | ش ثبتمعیارها | سال                      | شرح | م       |
| ۱  |       | غار کارائین | استان آنتالیا                       | ۱۹۹۴         | ۶۶۶(iii)(vi)             | غار کاراین در ۳۰ کیلومتری شمال‌غرب آنتالیا و در دامنه شرقی کوه کاتران قرار دارد. این غار در سنگ‌های آهکی دوران کراتاس حکاکی شده و ارتفاع آن ۴۳۰ متر از سطح دریا است. در تحقیقات اخیر، فسیل‌هایی از دوران پارینه‌سنگی و پلیستوسن در این غار کشف شده‌اند. غار کاراین مجموعه‌ای از اتاق‌ها و دالان‌های پیچ‌درپیچ است که با استالاکتیت‌ها و استالاگمیت‌ها تزئین شده و کتیبه‌های یونانی نیز روی سطح آن دیده می‌شود. این غار توسط پروفسور دکتر ایسین یالچینکایا و با همکاری دانشگاه‌های خارجی کشف شده است. | [ ۲۷ ]  |
| ۲  |       | صومعه سوملا | استان ترابزون                       | ۲۰۰۰         | ۱۳۹۷(i)(iii)             | صومعه سومیلا یک مجموعه رهبانی است که در صخره‌های دره آلتم‌دِره ساخته شده است. ساخت این صومعه از سال ۳۸۵ میلادی آغاز شد و تا قرن ۱۹ ادامه یافت. برناباس، راهب اهل آتن و برادرزاده‌اش سوفورونیوس، بخشی از صومعه را که شامل دو اتاق اول آن در دل صخره‌ها بود، ساختند. امپراتور بیزانسی ژوستیان (۵۲۷–۵۶۸ میلادی) دستور گسترش صومعه را صادر کرد. صومعه در سال ۶۵۰ میلادی توسط بیزانسی‌ها غارت و آتش زده شد. اما خاندان کومنین آن را بازسازی کرده و گسترش دادند. صومعه با ۷۲ اتاق و کتابخانه‌ای غنی، در دوران آلکسیوس سوم و میخائیل اول شکوفاترین دوران خود را سپری کرد. | [ ۲۸ ]  |
| ۳  |       | نیایشگاه آلاهان | استان مرسین                         | ۲۰۰۰         | ۱۳۹۸(i)(iii)(iv)         | صومعه و سازه‌های وابسته به آن در فاصله‌ای حدود یک ساعت پیاده‌روی از روستای کوچک آلاهان قرار دارند. این مجموعه شامل حجره‌های کوچکی برای راهبان است که در میان سه کلیسا و درون صخره‌ها جای گرفته‌اند و با ردیفی از ستون‌ها به یکدیگر متصل شده‌اند. این مجموعه در امتداد دامنه کوه گسترش یافته و مساحتی حدود ۳۰ در ۲۰۰ متر را پوشش می‌دهد. بقایای فرهنگی موجود نشان می‌دهند که این مجموعه توسط خانه‌های کوچکی احاطه شده بود. به احتمال زیاد، راهبان و مسئولان صومعه در این خانه‌ها زندگی می‌کردند. | [ ۲۹ ]  |
| ۴  |       | کلیسای سنت نیکلاس | استان آنتالیا                       | ۲۰۰۰         | ۱۳۹۹(iii)(iv)            | کلیسای سنت نیکولاس در شهر باستانی میرا، یکی از شهرهای بزرگ گروه لیکیه، قرار دارد که در قرن دوم میلادی به شکوفایی چشمگیری رسید. این کلیسا در قرن چهارم میلادی برای اسقف این شهر مدیترانه‌ای ساخته شد. | [ ۳۰ ]  |
| ۵  |       | حران و شانلی‌اورفه | شانلی‌اورفه                          | ۲۰۰۰         | ۱۴۰۰(i)(ii)(iii)(iv)     | شانلی‌اورفه که به «شهر پیامبران» معروف است، به دلیل موقعیتش در جلگه حاصلخیز بالادست بین‌النهرین، پیشینه‌ای غنی و کهن دارد. این شهر مقدس به‌عنوان محل زندگی پیامبرانی همچون ایوب، شعیب، جرجیس و به‌ویژه ابراهیم مورد ستایش قرار گرفته است. شانلی‌اورفه مملو از بناهای تاریخی مذهبی، عمومی و مدنی است که از برترین نمونه‌های سنت و هنر سنگ‌تراشی محسوب می‌شوند. شهر باستانی حران نیز در مسیری قرار دارد که راه‌های تجاری از اسکندرون به انطاکیه (آنتیوک باستان) و کارکمیس از آن عبور می‌کردند. این شهر که در کتاب مقدس و اسناد کشف‌شده در ماری (شهری در شمال سوریه) ذکر شده است، نه‌تنها به دلیل میزبانی تمدن‌های اولیه اهمیت دارد، بلکه محل تأسیس نخستین دانشگاه اسلامی نیز بوده است. معماری سنتی آن، شامل خانه‌های خشتی با سقف‌های مخروطی، ویژگی منحصربه‌فردی دارد. | [ ۳۱ ]  |
| ۶  |       | مزارهای سلجوقی اخلاط | استان بیتلیس                        | ۲۰۰۰         | ۱۴۰۱(i)(iii)             | اگرچه تاریخ شهر احلات به حدود ۹۰۰ پیش از میلاد بازمی‌گردد، اما شهرت آن به دلیل سنگ‌قبرهای برجسته‌ای است که بین قرون دوازدهم تا پانزدهم میلادی ساخته شده‌اند. این سنگ‌قبرها از نظر ابعاد و طراحی، جایگاه ویژه‌ای در معماری آرامگاهی اسلامی در آناتولی دارند. در احلات، علاوه بر چندین گورستان کوچک، شش گورستان تاریخی مهم وجود دارد که شامل گورستان‌های «خرابه‌شهر»، «تخت سلیمان»، «چهل‌مرد»، «قلعه»، «مرکز» و «میدان‌لیک» می‌شود. سنگ‌قبرها و آرامگاه‌های احلات از برجسته‌ترین آثار دوره اولیه حضور ترکان در آناتولی هستند. این بناها نه‌تنها از نظر فنون معماری و تزئینات دوره خود ارزشمندند، بلکه اطلاعاتی دربارهٔ سنگ‌تراشان و صنعتگران برجسته آن زمان ارائه می‌دهند که نام‌هایشان در کتیبه‌های این آثار ثبت شده است. | [ ۳۲ ]  |
| ۷  |       | کاروانسراهای دوران سلجوقی | سراسر ترکیه                         | ۲۰۰۰         | ۱۴۰۳(ii)(iii)(iv)        | کاروانسراها، که ابتدا توسط قراخانیان و غزنویان در آسیای مرکزی به عنوان فضاهای معماری با کارکرد اجتماعی توسعه یافتند، در معماری ترکی آناتولی جای گرفتند. این بناها در دوران سلجوقیان به اوج تکامل خود رسیدند و در مسیرهای تجاری، متناسب با مسافت یک‌روزه کاروان‌ها (حدود ۳۰ کیلومتر)، ساخته شدند. کاروانسراها علاوه بر ارائه سرپناه، غذا و امکانات رفاهی، دارای بخش‌هایی همچون حمام، مسجد، آب‌انبار، درمانگاه، نانوایی و بازار بودند و مشاغلی مانند آهنگری، پزشک، دامپزشک و صرافی در آن‌ها فعالیت داشتند. در مسیر دنیزلی-دوغوبایزید حدود ۴۰ کاروانسرا وجود دارد که ۱۰ مورد آن به‌خوبی حفظ شده‌اند. از مهم‌ترین آن‌ها می‌توان به سلطان‌خان، آق‌زی‌قراخان، اربوک‌خان و ماماهاتون اشاره کرد. کاروانسرای سلطان‌خان در مسیر قیصریه-سیواس، با مساحت ۳۹۰۰ متر مربع، از مهم‌ترین نمونه‌های این بناهاست که با دیوارهای مستحکم و برج‌های تقویتی، همچون دژی مستحکم به نظر می‌رسد. | [ ۳۳ ]  |
| ۸  |       | قونیه | استان قونیه                         | ۲۰۰۰         | ۱۴۰۴(i)(ii)(iv)          | قونیه که مهد بسیاری از تمدن‌ها بوده است، در دوران سلجوقیان به مرکز فرهنگ و سیاست تبدیل شد. در قرون دوازدهم و سیزدهم، این شهر پایتخت سلجوقیان بود و در این دوره بناهای عمومی بسیاری ساخته شد که نمونه‌هایی از هنر سنگ‌تراشی سلجوقی محسوب می‌شوند. سلجوقیان دنیای هنری منحصربه‌فردی را خلق کردند که پیوندهای فرهنگی آن از قلب آناتولی تا آسیای مرکزی، خاورمیانه و سواحل مدیترانه امتداد می‌یافت و قونیه نمونه‌ای برجسته از این جهان است. قلعه بیرونی قونیه، مسجد علاءالدین، مدرسه سیرجالی، و بسیاری از مساجد و آرامگاه‌های کوچک از جمله عناصر معماری سلجوقی در این شهر به‌شمار می‌روند. | [ ۳۴ ]  |
| ۹  |       | آلانیا | استان آنتالیا                       | ۲۰۰۰         | ۱۴۰۵(iii)(iv)            | آلانیا که در بخش شرقی خلیج آنتالیا قرار دارد، در فاصله ۱۳۷ کیلومتری از آنتالیا و در امتداد بزرگراه اصلی واقع شده است. این شبه‌جزیره که با دیوارهای شهر احاطه شده، در دوران هلنیستی "کاراکسیون" نام داشت و پس از آن تحت سلطه رومیان و بیزانسی‌ها قرار گرفت و بعدها به تصرف سلجوقیان درآمد. نام کنونی شهر از علاءالدین کیقباد گرفته شده است که نقش مهمی در توسعه آن ایفا کرد. در داخل قلعه آلانیا، یک آب‌انبار سلجوقی، کلیسایی بیزانسی، کاخ سلطان کیقباد و ویرانه‌های حمامی سلجوقی قرار دارند که با بافت شهری سنتی تکمیل شده‌اند. این قلعه تا ساحل امتداد یافته و یک کشتی‌سازی قرون‌وسطایی را در بر می‌گیرد که توسط برجی هشت‌ضلعی از سنگ قرمز و آجر، به ارتفاع ۳۳ متر، محافظت می‌شود. | [ ۳۵ ]  |
| ۱۰ |       | ماردین | استان ماردین                        | ۲۰۰۰         | ۱۴۰۶(ii)(iii)(iv)        | ماردین شهری در منطقه‌ای صخره‌ای در جنوب شرقی آناتولی است. این شهر که عمدتاً ریشه‌ای قرون‌وسطایی دارد، در دامنه تپه‌ای سنگی قرار گرفته و قلعه‌ای بر فراز استحکامات آن بنا شده است. این منطقه خشک و سنگلاخی که دیاربکر و ماردین را در بر می‌گیرد، تا شانلی‌اورفا و غازی‌عینتاب امتداد می‌یابد. ماردین، با معماری سنتی سنگی، مذهبی و بومی خود و الگوی شهری پلکانی‌اش، یکی از بهترین نمونه‌های حفاظت‌شده در سرزمین آناتولی به‌شمار می‌رود. صومعه دیرالزفران یکی از مراکز مذهبی فعال سریانی‌های یعقوبی در ماردین است که با مجموعه معماری باشکوه خود در دشت میان‌رودان قرار دارد. | [ ۳۶ ]  |
| ۱۱ |       | کلیسای سنت پل، چاه سنت پل | استان مرسین                         | ۲۰۰۰         | ۱۴۰۹(ii)(iii)(iv)        | تارسوس زادگاه سنت پل است و در حاشیه دشت حاصلخیز چوکوروا قرار دارد. این شهر که پر از باغ‌های سدر است، محل دیدار عاشقان افسانه‌ای، آنتونی و کلئوپاترا بوده است. در اینجا دروازه یادبود کلئوپاترا قرار دارد و برای رسیدن به چاه سنت پل و کلیسای سنت پل، باید از خیابان‌های قدیمی با سبک معماری بومی شهر عبور کرد. | [ ۳۷ ]  |
| ۱۲ |       | سرای اسحاق پاشا | استان آغری                          | ۲۰۰۰         | ۱۴۱۰(i)(iii)(iv)         | کاخ اسحاق پاشا، در مسیر جاده ابریشم و نزدیک مرز ایران، بر روی سکویی استراتژیک با مساحت ۷۶۰۰ متر مربع بنا شده است. این کاخ ترکیبی از معماری آناتولی، ایران و شمال بین‌النهرین بوده و از مدل کاخ‌های سلطنتی عثمانی در شهرهایی مانند بورسا و استانبول الهام گرفته است. همچنین تأثیرات غربی در معماری عثمانی پساکلاسیک در آن مشهود است. | [ ۳۸ ]  |
| ۱۳ |       | ککووا | استان آنتالیا                       | ۲۰۰۰         | ۱۴۱۱ترکیبی               | ککووا نام منطقه‌ای است که شامل جزایر، خلیج‌ها و شهرهای باستانی شگفت‌انگیز می‌شود. یکی از جاذبه‌های نادر این منطقه، شهری غرق‌شده است که در امتداد ساحل جزیره دیده می‌شود. حرکات زمین‌شناختی باعث فرورفتن بخشی از شهر در آب شده و منظره‌ای شگفت‌آور پدیدآورده است، به‌گونه‌ای که نیمی از شهر زیر آب و نیمی دیگر همچنان پابرجاست. تیمیوسا و سیمنا از مهم‌ترین سکونتگاه‌های لیکیایی این منطقه هستند. ککووا تنها منطقه‌ای در این ناحیه است که می‌توان ماهی‌های پرنده را در آن مشاهده کرد. علاوه بر ویژگی‌های فرهنگی، ککووا دارای ساختارهای زمین‌شناسی منحصربه‌فرد، خطوط ساحلی مواج، ویژگی‌های هیدروبیولوژیکی و چشم‌اندازهای طبیعی بی‌نظیر است. این منطقه نمونه‌ای برجسته از تداوم فرهنگی بوده و همچنان به‌عنوان یک میراث زنده فرهنگی محسوب می‌شود. | [ ۳۹ ]  |
| ۱۴ |       | ترمسوس | استان آنتالیا                       | ۲۰۰۰         | ۱۴۱۲ترکیبی               | پارک ملی گولوک داغی در استان آنتالیا و در دره‌ای پنهان میان کوه‌ها قرار دارد. در این پارک، شهر باستانی مستحکم ترمسوس قرار گرفته که در ارتفاع ۱۰۵۰ متری از سطح دریا واقع شده است. شهر باستانی ترمسوس توسط سولیم‌ها، مردمانی که در منطقه پسیدیا زندگی می‌کردند، بنیان‌گذاری شد. اگرچه اطلاعات دقیقی دربارهٔ ترمسوس و سولیم‌ها در دست نیست، اما هومر در ایلیاد از آن‌ها در ارتباط با افسانه بلروفون یاد کرده است. مهم‌ترین آثار به‌جا مانده از این شهر شامل دیوارهای شهر، برج‌ها، جاده شاهی، دروازه هادریان، ورزشگاه، آگورا، تئاتر، اودئون، آرامگاه‌های پرتزئین، آب‌انبارها و سیستم زهکشی هستند. از دیگر ویژگی‌های پارک ملی، صخره‌های پله‌ای گولوک داغی و دره مکان با دیوارهایی به ارتفاع ۶۰۰ متر است. این منطقه با پوشش گیاهی مدیترانه‌ای خود زیستگاه گونه‌های نادر حیات وحش همچون بزهای کوهی، گوزن زرد و عقاب طلایی است. | [ ۴۰ ]  |
| ۱۵ |       | لیکیه | استان آنتالیا و استان موغله         | ۲۰۰۹         | ۵۴۰۸(iii)(iv)            | لیکیه منطقه‌ای باستانی در شبه‌جزیره تِکه در جنوب ترکیه بود که از جنوب به دریای مدیترانه، از غرب به کاریا و از شرق به پامفیلیا محدود می‌شد. تمدن لیسیایی با آثار برجای‌مانده از قرن ۵ و ۴ قبل از میلاد، متعلق به دوره‌های هلنیستی و رومی، شناخته می‌شود. منابع مصری و هیتی از هزاره دوم پیش از میلاد از قومی به نام «لوکا» یا «لوکیا» یاد کرده‌اند. اتحادیه لیسیایی در قرن ۱ پیش از میلاد به عنوان نخستین فدراسیون دموکراتیک تاریخ تأسیس شد که شامل ۲۳ شهر بود و الهام‌بخش نظام‌های دموکراتیک امروزی شد. | [ ۴۱ ]  |
| ۱۶ |       | سگلسس | استان بوردور                        | ۲۰۰۹         | ۵۴۰۹(ii)(iii)            | محوطه باستانی ساگالاسوس یا سگلسس در جنوب‌غربی ترکیه، نزدیک شهر آغلاسون (استان بوردور) و حدود ۱۱۰ کیلومتری شمال آنتالیا قرار دارد. این شهر باستانی در دامنه‌های جنوبی رشته‌کوه توروس بنا شده و مرکز استان رومی پسیدیا بود. نخستین نشانه‌های سکونت شکارچیان-گردآورندگان در این منطقه به ۱۲ هزار سال پیش بازمی‌گردد و در هزاره هشتم قبل از میلاد کشاورزان در نزدیکی دریاچه بوردور ساکن شدند. در دوره‌های فریگی و لیدیایی، ساگالاسوس به‌تدریج به یک مرکز شهری تبدیل شد و در سال ۳۳۲ پیش از میلاد، در برابر اسکندر مقدونی مقاومت شدیدی از خود نشان داد. | [ ۴۲ ]  |
| ۱۷ |       | پرگا | استان آنتالیا                       | ۲۰۰۹         | ۵۴۱۱(ii)                 | شهر باستانی پرگا در منطقه پامفیلیا، ۱۸ کیلومتری شرق آنتالیا و ۲ کیلومتری شمال روستای آکسو قرار دارد. کاوش‌های باستان‌شناسی این محوطه از سال ۱۹۴۶ توسط دانشگاه استانبول انجام شده است. آثار کشف‌شده نشان می‌دهند که سکونت در پرگه از دوره کالکولیتیک متأخر آغاز شده و در عصر برنز اولیه به‌طور دائمی ادامه یافته است. نام «پارها» که در لوحی برنزی با خط میخی در قرن ۱۳ پیش از میلاد ثبت شده، با پرگه مرتبط دانسته می‌شود. در دوره هلنیستی، شهر گسترش یافت و دیوارهای آن از جمله برج دایره‌ای شکل دروازه جنوبی کشف شده است. پرگه همچنین به دلیل مجسمه‌های محلی خود مشهور است و زنان در اداره شهر نقش فعالی داشتند که در مجسمه‌هایی مانند پلاشیا مگنا دیده می‌شود. | [ ۴۳ ]  |
| ۱۸ |       | کلیسای سینت پیتر | استان ختای                          | ۲۰۱۱         | ۵۶۱۳(iii)(vi)            | کلیسای سنت پیر در غرب رود آسی و در دامنه غربی کوه حاج (استاورین) در شهر باستانی انطاکیه قرار دارد. با گسترش شهر در قرون دوم تا چهارم میلادی، کلیسا در مرکز شهر و نزدیک آگورا قرار گرفت که نشان‌دهنده اهمیت آن در زندگی اجتماعی مردم آن دوران است. تاریخ دقیق ساخت آن مشخص نیست، اما شواهد تاریخی و سنت شفاهی حاکی از استفاده آن از زمان اولین مسیحیان انطاکیه است. این کلیسا درون غاری ساخته شده که گفته می‌شود محل نخستین موعظه‌های سنت پیر بوده است. در ابتدا فضایی طاق‌دار در دل صخره‌ای بزرگ ایجاد شد و بعدها دیوارهای سنگی و دو ستون اضافه شدند که فضا را به سه ناو تقسیم کردند. نمای غربی در قرن ۱۹ توسط کشیشان کاپوچین بازسازی شد و دارای سه ورودی است که ورودی میانی بزرگ‌تر از بقیه است. سکوی سنگی، محراب و تندیس سنت پیر درون طاقچه مربوط به دوره‌های جدیدتر هستند. | [ ۴۴ ]  |
| ۱۹ |       | آیزانوی | استان کوتاهیه                       | ۲۰۱۲         | ۵۷۲۴(ii)(iv)             | آیزانوی شهری در فریگیه در غرب آناتولی بود. این شهر در محل روستای امروزی چاودارحصار، در نزدیکی کوتاهیه، در دو سوی رودخانه پنکالاس، در ارتفاعی حدود ۱٬۰۰۰ متر (۳٬۳۰۰ فوت) از سطح دریا قرار داشت. آیزانوی در روم باستان یک مرکز مهم سیاسی و اقتصادی بود. از آثار باقی‌مانده از این دوره می‌توان به یک معبد رومی نسبتاً سالم از زئوس، مجموعه‌ای ترکیبی از تئاتر و ورزشگاه، و یک ساختمان گرد، که احتمالاً یک macellum بوده و کتیبه‌ای از نسخه فرمان حداکثر قیمت‌های دیوکلتیانوس بر روی آن نقش بسته است، اشاره کرد. این شهر در دوران باستان پسین دچار زوال شد. در سال ۲۰۱۲ این محوطه برای ثبت در فهرست میراث جهانی پیشنهاد شد. | [ ۴۵ ]  |
| ۲۰ |       | زیوگما | استان غازی عینتاب                   | ۲۰۱۲         | ۵۷۲۶(ii)(iii)(iv)        | شهر باستانی زیوگما در ۱۰ کیلومتری نیزیپ و در محدوده غازی عینتاب در جنوب شرقی ترکیه واقع شده است. نام زئوگما در یونانی به معنای «پل» یا «گذرگاه» است و به دلیل موقعیت آن در یکی از مهم‌ترین گذرگاه‌های رود فرات انتخاب شده است. این شهر دوقلو توسط سلوکوس نیکاتور در حدود ۳۰۰ قبل از میلاد تأسیس شد و شامل دو بخش بود: سلوسیه در غرب رودخانه و آپامیا در شرق. زئوگما ابتدا تحت سلطه پادشاهی کُمَگنه قرار گرفت و از سال ۷۲ میلادی به یکی از شهرهای مهم مرزی امپراتوری روم تبدیل شد. این شهر به دلیل موقعیت استراتژیک خود، هم به‌عنوان مرکز تجاری و هم پایگاه نظامی رونق یافت. از جمله آثار باقی‌مانده آن می‌توان به آگورای هلنیستی و رومی، استادیوم، تئاتر، حمام‌ها، پایگاه نظامی و دیوارهای شهر اشاره کرد. زئوگما برای مطالعه تعامل فرهنگی یونانی-هلنیستی و فرهنگ‌های سامی و شکل‌گیری فرهنگ‌های ترکیبی در منطقه اهمیت بسیاری دارد. | [ ۴۶ ]  |
| ۲۱ |       | شهر تاریخی بیرگی | استان ازمیر                         | ۲۰۱۲         | ۵۷۲۸(ii)(iv)             | بیرگی در منطقه اژه، ۱۲۱ کیلومتری استان ازمیر و ۱۰ کیلومتری شهرستان اودمیش قرار دارد. این منطقه در دوران باستان بخشی از لیدیا بود و تحت حاکمیت فریگیه، لیدی، امپراتوری هخامنشی، پادشاهی پرگامون، روم و بیزانس قرار داشت. در دوره بیلیک‌های آناتولی، بیرگی پایتخت سلسله آیدین‌اوغلو در قرون سیزدهم و چهاردهم میلادی بود و در سال ۱۴۲۶ به امپراتوری عثمانی پیوست. اهمیت آن به‌عنوان مرکز فرهنگی و مدیریتی تا قرن هفدهم ادامه داشت. بیرگی آثار تاریخی بسیاری از تمدن‌های گذشته را در خود جای داده است، از جمله مقبره‌ها، مدارس، مساجد، حمام‌ها، کتابخانه‌ها و خانه‌هایی که معماری دوره بیلیک‌های آناتولی و عثمانی را منعکس می‌کنند. برخی از خانه‌های سنتی این منطقه متعلق به قرن هجدهم و پس از آن هستند. همچنین، مواد ساختمانی قدیمی به‌کاررفته در بناها، به‌ویژه در فواره‌ها، نشان‌دهنده تأثیرات تاریخی دوره‌های پیشین است. | [ ۴۷ ]  |
| ۲۲ |       | آرامگاه هکاتومنوس | استان موغله                         | ۲۰۱۲         | ۵۷۲۹(i)(iii)(iv)         | آرامگاه هکاتومنوس در شرق تپه حصارباشی در منطقه میلاس قرار دارد و قدمت آن به اوایل قرن چهارم پیش از میلاد بازمی‌گردد. این بنا که در ابتدا به‌عنوان معبد شناخته می‌شد، پس از پژوهش‌های جدید به‌عنوان یک آرامگاه مشابه مقبره هالیکارناسوس تأیید شد. احتمالاً این آرامگاه متعلق به هکاتومنوس، ساتراپ منطقه، و خاندان او بوده است. نقوش برجسته روی تابوت‌سنگی و نگاره‌های دیواری نیز این موضوع را تأیید می‌کنند. مجموعه شامل دیوار مقدس، ستون مناندروس، سکو، آرامگاه، اتاق تدفین و راهروی ورودی است. | [ ۴۸ ]  |
| ۲۳ |       | بچین | استان موغله                         | ۲۰۱۲         | ۵۷۳۰(ii)                 | شهر باستانی بَچین در ۵ کیلومتری جنوب میلاس در استان موغلا قرار دارد و در دوران‌های مختلف میزبان تمدن‌هایی همچون رومیان، بیزانسی‌ها و سلسله منتشئوغلان بوده است. این شهر در قرن ۱۳ میلادی به‌عنوان پایتخت منتشئوغلان اهمیت یافت. قلعه شهر و محوطه اصلی آن شامل بناهای تاریخی متعددی مانند مدرسه احمد غازی، مسجد اورهان، کاروانسراها و حمام‌های تاریخی است. بیشتر این بناها به قرون ۱۴ و ۱۵ میلادی بازمی‌گردند. در حفاری‌های سال ۲۰۰۰، بزرگ‌ترین گنجینه سکه‌های عثمانی و اسلامی در ترکیه، شامل ۶۰٬۰۰۰ سکه اسلامی و ۸۵۰ سکه اروپایی، کشف شد. | [ ۴۹ ]  |
| ۲۴ |       | نیغده | استان نیغده                         | ۲۰۱۲         | ۵۷۳۱(ii)                 | استان نیغده در آناتولی مرکزی واقع شده و با استان‌های قونیه، آکسارای، نوشهیر، قیصریه، آدانا و ایچل هم‌مرز است. هسته تاریخی شهر در منطقه علاءالدین قرار دارد که شامل بناهای مهمی مانند ارگ، مسجد علاءالدین (ساخته‌شده در ۱۲۲۳)، مسجد سونگور بیگ (۱۳۳۵)، بازار سرپوشیده و کلیساهای ارمنی و یونانی است. مسجد علاءالدین نمونه‌ای از معماری کلاسیک سلجوقی با تزئینات هندسی و طرح‌های سنگی اولیه آناتولی است. مسجد سونگور بیگ دارای معماری ترکیبی از هنر سلجوقی و گوتیک بوده و منبر آن از نخستین نمونه‌های کار با خاتم‌کاری و صدف مروارید است. | [ ۵۰ ]  |
| ۲۵ |       | معدن و کارگاه مجسمه‌سازی یسمک | استان غازی عینتاب                   | ۲۰۱۲         | ۵۷۳۲(ii)(iii)            | کارگاه مجسمه‌سازی و معدن «یسِمِک» در جنوب‌شرقی منطقه ایصلاحیه و بر دامنه‌های غربی کوه قره‌تپه در روستای یسمک واقع شده است. این کارگاه متعلق به دوره دولت‌های هیتی متأخر (۹۰۰–۸۰۰ ق. م) بوده و احتمالاً در دوران حکومت پادشاهی سامال در منطقه ایصلاحیه فعال بوده است. پس از سقوط این پادشاهی در قرن ۸ ق.م. به دست آشوریان، کارگاه تعطیل شد. مجسمه‌های یافت‌شده در این منطقه، به‌ویژه تندیس‌های شیر، نشان‌دهنده تأثیر هنر امپراتوری هیتی تا هزاره اول ق.م. است. همچنین، تأثیر هنر آشوری و آرامی در مراحل بعدی در این آثار دیده می‌شود. | [ ۵۱ ]  |
| ۲۶ |       | اودونپازاری | استان اسکی‌شهر                       | ۲۰۱۲         | ۵۷۳۳(iii)(vi)            | در سال ۱۰۹۷، در جنگ دوریلیوم، سلطان کیلیچ‌ارسلان اول در اودون‌پازاری اردو زد که منجر به شکل‌گیری شهر جدیدی در اسکی‌شهر شد. منطقه تاریخی اودون‌پازاری در دامنه شمالی تپه‌هایی در مرز جنوبی دشت اسکی‌شهر واقع شده و دارای شیب ۲۵٪ است که آن را از سایر بخش‌های مسطح شهر متمایز می‌کند. این منطقه ۲۶۸٬۷۲۸ مترمربع مساحت دارد و دربرگیرنده آثار تاریخی از دوران سلجوقی، عثمانی و جمهوری ترکیه مانند مسجد علاءالدین (۱۲۷۱) و مجموعه مسجد کورشونلو (۱۵۲۵) است. مجموعه کورشونلو که از معماری عثمانی الهام گرفته، امروز مرکز صنایع دستی اسکی‌شهر و تنها موزه سنگ مهره‌ای در جهان را در خود جای داده است. عمارت‌های سنتی (کوناک‌ها) و فواره‌ها نیز از عناصر مهم شهری هستند که بیانگر سبک زندگی و روابط اجتماعی گذشته‌اند. | [ ۵۲ ]  |
| ۲۷ |       | قلعه ماموره | استان مرسین                         | ۲۰۱۲         | ۵۷۳۴(iv)(v)              | قلعه ماموره در ساحل مدیترانه و در جاده آنتالیا-مرسین، ۶ کیلومتری جنوب شرق آنامور و ۲۱۶ کیلومتری غرب مرسین قرار دارد. این قلعه با مساحت ۲۳٬۵۰۰ مترمربع از بزرگ‌ترین و سالم‌ترین قلعه‌های ترکیه است و قدمت آن به دوره روم در قرن ۳ یا ۴ میلادی بازمی‌گردد. این قلعه بعدها توسط بیزانسی‌ها و صلیبی‌ها گسترش یافت و در سال ۱۲۲۱ سلطان علاءالدین کیقباد اول آن را بازسازی کرد. در دوره کارامان‌ها، محمود بیگ پس از تصرف و بازسازی آن، نامش را به "ماموره" (پررونق) تغییر داد و در سال ۱۴۷۵ به امپراتوری عثمانی پیوست. قلعه دارای ۳ حیاط اصلی، ۳۹ برج، یک مسجد تک‌مناره‌ای از قرن ۱۶، حمام تاریخی، آب‌انبارها و فانوس دریایی است که بخشی از آن همچنان سالم باقی مانده است. | [ ۵۳ ]  |
| ۲۸ |       | کلیه حاجی بکتاش ولی | استان نوشهیر                        | ۲۰۱۲         | ۵۷۳۵(iii)(vi)            | حاجی بکتاش ولی، فیلسوف بزرگ قرن ۱۳، پیرو تعالیم احمد یسوی و بنیان‌گذار طریقت بکتاشیه بود. فلسفه او بر انسانیت، حقوق بشر و برابری اجتماعی تأکید داشت و به فروتنی، تزکیه نفس و عشق به خدا دعوت می‌کرد. بکتاشیه که بر پایه "عشق به جهان، خدا و انسان" شکل گرفته، پس از مرگ او در آناتولی و سپس در بالکان و خاورمیانه گسترش یافت. مجموعه کُلیه حاجی بکتاش ولی که در قرن ۱۴ در منطقه قرمزیرماک تأسیس شد، ابتدا دهکده‌ای کوچک بود که پس از درگذشت او در ۱۳۳۷ میلادی به نام وی تغییر یافت. این مجموعه که دارای الگوی معماری قصرهای ترک با سه حیاط اصلی است، در قرن ۱۶ به شکل کنونی خود درآمده و با تزئینات ویژه بکتاشیه مزین شده است. | [ ۵۴ ]  |
| ۲۹ |       | لائودیکیه | استان دنیزلی                        | ۲۰۱۳         | ۵۸۲۳(ii)(iii)(iv)        | لاودیکیه در نزدیکی دنیزلی، ترکیه، در مسیر پاموکاله و در تقاطع راه‌های مهم آناتولی واقع شده است. این شهر از دوره کالکولیتیک (۵۵۰۰ ق. م) تا قرن هفتم میلادی مسکونی بوده و نام‌های مختلفی داشته است. در دوره هلنیستی توسط آنتیوخوس دوم به نام همسرش، لاودیکه، بنیان‌گذاری شد و بعدها بخشی از امپراتوری روم شد. زلزله‌های متعدد، به‌ویژه در دوران امپراتور فوکاس (۶۱۰–۶۰۲ م)، باعث ویرانی آن شد و ساکنانش به دنیزلی نقل مکان کردند. | [ ۵۵ ]  |
| ۳۰ |       | دریاچه توز | استان آنکارا                        | ۲۰۱۳         | ۵۸۲۴(vii)(viii)(x)       | دریاچه توز، دومین دریاچه بزرگ ترکیه پس از دریاچه وان، در سال ۲۰۰۰ به عنوان منطقه حفاظت‌شده اعلام شد و در مرز استان‌های آنکارا، قونیه و آکسارای قرار دارد. این دریاچه کم‌عمق (کمتر از ۰٫۵ متر) در حوضه بسته قونیه واقع شده و در تابستان با تبخیر زیاد، لایه‌ای نمکی به ضخامت ۳۰ سانتی‌متر تشکیل می‌دهد. با شوری ۳۲٫۴٪، یکی از شورترین دریاچه‌های جهان است و ۷۰٪ نمک مصرفی ترکیه را تأمین می‌کند. چشم‌انداز سفید و بکر آن، همراه با فرم‌های طبیعی نمکی، ظاهری شبیه به سیاره‌ای خالی ایجاد کرده است. | [ ۵۶ ]  |
| ۳۱ |       | سارد | استان مانیسا                        | ۲۰۱۳         | ۵۸۲۹(i)(ii)(iii)         | ساردیس، پایتخت لیدی‌ها در غرب ترکیه، در دامنه کوه‌های بوزداغ و دشت حاصلخیز رودخانه گدیز قرار داشت. این شهر با منابع غنی طلا، موقعیت استراتژیک و ارگ مستحکم، یکی از مهم‌ترین مراکز باستانی بود و زادگاه ضرب سکه محسوب می‌شود. پس از فتح توسط ایرانیان (۵۴۷ ق. م) و اسکندر مقدونی (۳۳۰ ق. م)، به تدریج یونانی و سپس در دوره روم شکوفا شد، اما هرگز به عظمت دوره لیدیایی نرسید. بقایای باشکوهی چون معبد آرتمیس، استحکامات لیدیایی، حمام‌های رومی، کنیسه و کلیسای اولیه، نشان‌دهنده تاریخ غنی آن است. | [ ۵۷ ]  |
| ۳۲ |       | ایزنیک | استان بورسا                         | ۲۰۱۴         | ۵۹۰۰(ii)(iii)(v)         | ایزنیک که در گذشته نیکیه نام داشت، در ساحل شرقی دریاچه ایزنیک در منطقه بیتینیا آناتولی قرار دارد و از دوران ماقبل تاریخ محل سکونت انسان بوده است. این شهر در سال ۳۱۶ قبل از میلاد توسط آنتیگونوس، از فرماندهان اسکندر مقدونی، تأسیس شد و بعدها لیسیماخوس نام آن را به افتخار همسرش نیکیه تغییر داد. در دوره هلنیستی، ایزنیک به شکل مستطیلی با چهار دروازه و دو جاده متقاطع طراحی شد. در دوران روم، شهر توسعه یافت و دیوارهای آن ساخته شد، دروازه‌های ورودی آن توسط امپراتوران وسپاسیانوس و تیتوس احداث گردید و بناهایی مانند تئاتر و ابلیسک نیز ساخته شدند. | [ ۵۸ ]  |
| ۳۳ |       | کلیه مسجد زین‌العابدین و کلیسای مور یعقوب | استان ماردین                        | ۲۰۱۴         | ۵۹۰۱(iii)(iv)            | مجموعه مسجد زین‌العابدین و کلیسای مور یعقوب (یاکوپ) در شهر نصیبین، استان ماردین، شاهدی بر همزیستی ادیان مختلف در طول قرن‌ها هستند. کلیسای مور یعقوب به قدیس آشوری، مور یعقوب، که در سال ۳۰۹ میلادی به عنوان اسقف نسیبیس منصوب شد، اختصاص دارد. او به همراه شاگردش مور افرم، مدرسه نسیبیس را تأسیس کرد که در زمینه‌های مختلف علمی و دینی فعالیت داشت. کلیسای کنونی، یکی از قدیمی‌ترین بناهای مذهبی میان‌رودان، شامل دو بخش مجزا با تزئینات برجسته دیواری است. این کلیسا در نزدیکی مسجد زین‌العابدین و در فاصله ۲۵۰ متری از مرز سوریه قرار دارد. | [ ۵۹ ]  |
| ۳۴ |       | مقبره آهی اوران | استان قرشهر                         | ۲۰۱۴         | ۵۹۰۲(iii)(vi)            | این ملک واقع در مرکز شهر کیرشهیر در حدود ۴۰۰ متری مدرسه جاجابیگ و ۲۰۰ متری تپهٔ کاله قرار گرفته است و مرکز تاریخی یک تمدن ۵۰۰۰ ساله است. | [ ۶۰ ]  |
| ۳۵ |       | تونل وسپاسیانوس تیتوس | استان ختای                          | ۲۰۱۴         | ۵۹۰۳(i)(iv)              | این تونل در دوره روم در مرزهای شهر باستانی سلئوسیا پیریا ساخته شده است. این شهر را یکی از ژنرال‌های اسکندر بنا نهاده بود و در نیمه دوم قرن سوم پیش از میلاد، توسط بطلمیوسیان فتح شد و بعداً در دوره روم شکوفا شد و در نیمه دوم قرن یکم پس از میلاد به یکی از مهم‌ترین بنادر منطقه مدیترانه شرقی تبدیل شد. | [ ۶۱ ]  |
| ۳۶ |       | مجموعهٔ باستان‌شناسی کول‌تپه | استان قیصریه                        | ۲۰۱۴         | ۵۹۰۵(ii)(iii)            | کول‌تپه پایتخت پادشاهی باستانی کانش و مرکز شبکه پیچیده‌ای از مستعمرات تجاری آشور در هزاره دوم پ‌م بود که در ۲۰ کیلومتری شمال شرقی شهر مدرن کایسری (قیصریه) واقع شده است. کول‌تپه تا پایان هزاره ۳ پ‌م مرکز اصلی فرهنگ و تجارت بین آناتولی، سوریه و بین‌النهرین بود. | [ ۶۲ ]  |
| ۳۷ |       | کاونوس | استان موغله                         | ۲۰۱۴         | ۵۹۰۶(i)(ii)(iii)(iv)     | شهر باستانی کاونوس در مقابل شهر دالیان و در سواحل راست رودی واقع شده است که دریاچه کوی‌جغیز را به مدیترانه وصل می‌کند. این شهر پایتخت «منطقه کاونوس» بین کاریا و لیسیا تا پیش از ۴ قبل از میلاد بود. | [ ۶۳ ]  |
| ۳۸ |       | مدارس سلجوقی آناتولی(بروجیه، جاجابیگ, چیفته, جفت مناره ارزروم, جفت مناره سیواس, گوک، اینجه مناره‌لی، قاراتای، صاحبیه, یاقوتیه)                                                                      | سراسر ترکیه                         | ۲۰۱۴         | ۵۹۰۷(ii)(iv)             | مدرسه مؤسسات آموزشی بودند که برای اولین بار در کشورهای اسلامی ظاهر شدند. قبل از مدارس، مساجد فقط به عنوان مکتب استفاده می شدند و فقط در خارج از ساعت عبادت قابل استفاده بودند و آموزش فقط شامل این بود که دانش آموزان قرآن یاد بگیرند و به آنها اطلاعات مذهبی بدهند. اما با ساخت مدرسه در دوران سلجوقیان، تغییراتی در این زمینه روی داد. | [ ۶۴ ]  |
| ۳۹ |       | کوریکوس | استان مرسین                         | ۲۰۱۴         | ۵۹۰۹(ii)(iii)(iv)        | کوریکوس شهری باستانی در نزدیکی مرسین کنونی است. به گفته هرودوت، این شهر توسط یک شاهزاده قبرسی به نام کوریکوس تأسیس شد. نام این شهر در ابتدای قرن اول قبل از میلاد در سکه ها ثبت شده و گویا شهری مستقل بود. | [ ۶۵ ]  |
| ۴۰ |       | شهر باستانی آنازاربوس | استان آدانا                         | ۲۰۱۴         | ۵۹۱۰(iii)(iv)(vi)        | اولین وقایع تاریخی ذکر شده در مورد آنازاربوس و مجاورت آن به قرن اول قبل از میلاد باز می گردد ، که از طریق سکه هایی با واژگان "Anazarbeon" کشف شده اند. رومی ها در این دوره حاکم بر کل مدیترانه بودند و در عملیات معروفی که ژنرال پومپیوس علیه دزدان دریایی انجام داد، این منطقه فتح شد. بیشتر دزدان دریایی در این نبرد کشته شدند و تارکوندیموتوس به عنوان یک دولت دست نشانده رومی در آنجا مقدر شد. پس از یک دوره کوتاه ، در ۱۹ میلادی ، شهر آنازاربوس طی سفر امپراتور روم آگوستوس به پادشاهی تارکوندیموتوس، تأسیس شد و نام آن «قیصریه» به آگوستوس انتساب یافت. در آن زمان ، پایتخت منطقه هیراپولیس-کاستابالا بود که اهمیت خود را به عنوان یک مرکز مذهبی در منطقه حفظ کرد ، در حالی که آنازاربوس به عنوان مرکز سیاسی و اقتصادی پادشاهی تارکوندیموتوس برجسته شد. | [ ۶۶ ]  |
| ۴۱ |       | جبهه نبرد چاناخ قلعه و گلیبولو در جنگ جهانی اول | استان چناق‌قلعه                      | ۲۰۱۴         | ۵۹۱۱ (vi)                | امپراتوری عثمانی در جنگ جهانی اول توانست در شبه جزیره گالیپولی مجموعه نبردهایی را بین ۲۵ آوریل ۱۹۱۵ و ۹ ژانویه ۱۹۱۶ با موفقیت پیش ببرد و در برابر ارتش قدرتمند بریتانیا مقاومت کند. این محل اکنون به پارک و موزه‌ای از جنگ جهانی بدل شده است. | [ ۶۷ ]  |
| ۴۲ |       | افلاطون پینار | استان قونیه                         | ۲۰۱۴         | ۵۹۱۲ (iii)(iv)(vi)       | پناهگاه بهاری هیتی "بهار بنفشِ یاسی" (ترجمه Eflatun Pınar) در حدود ۱۰۰ کیلومتری غرب قونیه در نزدیکی دریاچه بی‌شهیر در یک منظره تپه ای و کاملاً خشک واقع شده است. درون دریاچه یک دیوار پوشیده از تخته سنگ‌های بزرگ با بیش از سه هزار سال قدمت وجود دارد که به تمدن هیتی تعلق داشته. | [ ۶۸ ]  |
| ۴۳ |       | کلیسای آختامار | استان وان                           | ۲۰۱۵         | ۶۰۳۵(i)(ii)(iii)(iv)(vi) | کلیسای آختامار (کلیسای صلیب مقدس) در جزیره آختامار در دریاچه وان است. کلیسا بین سالهای ۹۱۵ تا ۹۲۱ میلادی توسط معمار اسقف مانوئل، تحت نظارت گاگیک اول اردزرونی، یک پادشاه ارمنی که بر پادشاهی واسپوراکان به عنوان دست‌نشاندهٔ خلافت عباسی سلطنت می‌کرد، ساخته شد. | [ ۶۹ ]  |
| ۴۴ |       | آسپندوس | استان آنتالیا                       | ۲۰۱۵         | ۶۰۳۶(i)(ii)(iv)          | آسپندوس از شهرهای باستانی است که حداقل تا قرن پنجم پیش از میلاد که به دست هخامنشیان افتاد، قدمت دارد. مهمترین اثر تاریخی به جای مانده در آسپندوس یک تئاتر رومی است که سالانه چهارصد هزار نفر از آن بازدید می‌کنند. | [ ۷۰ ]  |
| ۴۵ |       | کلیه اصحاب کهف | استان قهرمان ماراش                  | ۲۰۱۵         | ۶۰۳۷(iii)(vi)            | این کُلّیه در محلی واقع شده که به صورت سنتی، توسط مسیحیان و مسلمانان، به افسانه غار اصحاب کهف نسبت داده می‌شود. احداث نخستین کلیه با تأسیس مسجد عیسی در مقابل غار، به دستور تئودئوس دوم، امپراتور بیزانس، در سال ۴۴۶ میلادی آغاز شد. در منطقه غار یک پادگان و مهمانخانه با قدمت دوران بیزانس وجود دارد. بعداً، پس از اینکه ترک‌ها به آناتولی رفتند، نصرت‌الدین حسن بیگ، والی مرعش از سوی سلجوقیان، دستور داد تا ساختار اصلی کلیه را متشکل از یک رباط، مسجد و خان، بنا کنند. سپس علاءالدوله بیگ، حاکم بیگلری ذوالقدر، مدرسه را در سال ۱۴۸۰–۱۴۹۲ به آن افزود و قبة به دستور پدرش سلیمان بیگ، ساخته شده است. شمس خاتون، همسر علاالدوله، مسجد زنانه به نام قبة الشریف را در سال ۱۵۰۰ ساخت. سرانجام، تأسیس کلیه پس از ساخت مسجد منت چلبی در زمان سلیمان قانونی، به پایان رسید. | [ ۷۱ ]  |
| ۴۶ |       | مودورنو | استان بولی                          | ۲۰۱۵         | ۶۰۳۸(ii)(iv)             | شهر مودورنو در امتداد دره ای عمیق و باریک که توسط رودخانه مودورنو (گالوس) تشکیل شده است، در منطقه ای سرشار از جنگل‌های کاج و چشمه‌های آب‌گرم تأسیس شد. جغرافیدان باستان استرابون گزارش می‌دهد که شهر مودورنو در مسیرهای اصلی تجارت آناتولی واقع شده بود. جاده ابریشم، که در قرن سیزدهم و چهاردهم میلادی آسیای داخلی را به تبریز وصل می‌کرد، از طریق ارزروم-سیواس به بورسا ادامه می‌یافت و از طریق مودورنو-گینک-تراکلی-گیو، سرانجام به قسطنطنیه می‌رسید. یکی دیگر از مسیرهای مهم تجاری آن زمان، جاده کریمه بود که شهرهای بندری دمشق و مدیترانه را با بورسا متصل می‌کرد و از طریق مودورنو-بولو-کستامونو به قسطنطنیه و دریای سیاه می‌رفت. مودورنو که در محل اتصال این جاده‌ها واقع شده است، به عنوان یک پایگاه مهم نظامی و شهر بازرگانی با اندازه متوسط در دوره‌های بیزانس، سلجوقی و عثمانی اهمیت داشت. | [ ۷۲ ]  |
| ۴۷ |       | کوه هارشنا و آرامگاه‌های پادشاهان پنتوس | آماسیه                              | ۲۰۱۵         | ۶۰۳۹(iii)(iv)(vii)       | تپه‌های شیب جنوبی کوه هارشنا و قلعه آماسی بیش از پنج هزار سال به‌طور قطع قابل سکونت بوده است؛ یعنی از اوایل عصر برنز تا پایان امپراتوری عثمانی. این شهر میزبان تمدن‌های بسیاری از قبیل هیتی‌ها، فریژی‌ها، سیمری‌ها، لیدیایی‌ها، مادی‌ها، پارس‌ها، پونتی‌ها، رومی‌ها، بیزانسی‌ها، دانشمندی‌ها، سلاجقهٔ آناتولی، ایلخانیان، ارتنایی‌ها و عثمانی‌ها بوده است. | [ ۷۳ ]  |
| ۴۸ |       | فریگیه | غرب میانهٔ ترکیه                     | ۲۰۱۵         | ۰۶۰۴۰(ii)(iii)(iv)       | فریگیه یا فریژیه یکی از قبایل تراک بود که از تراکیه به آناتولی مهاجرت کرده بودند. طبق اجماع مورخین، مهاجرت تراک‌ها از ۱۲۰۰ پ‌م آغاز شد و تقریباً ۴۰۰ سال به طول انجامید و بیشتر در دوره پس از انحطاط امپراتوری هیتی بود. پس از حمله به تروی و اطراف آن، فریجی‌ها در سواحل دریاچه ایزنیک و دره رودخانه سانگاریوس پخش شدند و همچنین در آناتولی پراکنده شدند. آنها بین سده‌های ۹ تا ۶ پ‌م یک کشور قدرتمند در آناتولی مرکزی ایجاد کردند. دولت فریژیه در اوایل قرن هفتم قبل از میلاد پس از حملات سمیریان عشایر، که کل آناتولی را به خاک و خون کشیدند، سقوط کرد. با این حال، آنها کاملاً از تاریخ جهان پاک نشدند. اعضای خانواده سلطنتی، که قادر به زنده ماندن از حملات سیمری‌ها بودند، قدرت خود را در مناطق مختلف آناتولی حفظ کردند و فرهنگ و سنت‌های خود را نگهداشتند. اصول اولیه فریژی‌ها در منطقه کوهستانی فریژی که به‌طور مستقل زندگی می‌کردند تا پیش از اشغال این نواحی توسط لیدی و ماد در ۵۹۰ قبل از میلاد و سپس هخامنشیان در سال ۵۴۷ قبل از میلاد کماکان زنده مانده بودند. در سال ۵۴۷ قبل از میلاد کوروش کبیر فریژی‌ها را در اردوکشی به لیدی مطیع خود کرده و تا دو قرن آنان تحت لوای پارسیان بودند. در امتداد دره‌های عمیق غرب میانه، در کشور کنونی ترکیه، قلعه‌ها، تپه‌ها، گورپشته‌ها، قبرستان‌ها، معابد پرستش سنگی، کتیبه‌ها، محراب‌ها، مخازن، مقبره‌های بریده سنگی و قربانی‌گاه‌هایی به عنوان شاهدان حضور فرهنگ فریژی یافت شده است. علاوه بر این، در تپه‌های روی دشت‌های حاصلخیز، لایه‌های شهرک فریژی کشف شده. | [ ۷۴ ]  |
| ۴۹ |       | شهر باستانی استراتونیکیا | استان موغله                         | ۲۰۱۵         | ۶۰۴۱(ii)(iv)             | استراتونیکیا، که به‌طور مداوم از اواخر دوره مفرغ (۱۵۰۰ قبل از میلاد) تا به امروز سکونت‌پذیر است، یکی از مهم‌ترین شهرها در کاریا داخلی بود. نام این شهرک در دوره هیتی، خریسوریس و ادرییاس در دوره کلاسیک و استراتونیکیا در دوره هلنیستی بود. در دوره‌های بعدی، استراتونیکیا به دست بطلمیوسی‌ها، مقدونی‌ها و رودیان افتاد. در ۱۳۰/۱۲۹ قبل از میلاد، این منطقه بخشی از جمهوری روم (سپس امپراتوری روم) شد؛ لذا شهر از تلاش‌های مداوم ساخت و ساز که در اوایل دوره امپریالیستی روم آغاز شد، سود زیادی برد. | [ ۷۵ ]  |
| ۵۰ |       | پل اوزون‌کوپرو | استان ادرنه                         | ۲۰۱۵         | ۶۰۴۲(iii)(iv)            | اوزون‌کوپرو (به معنی پل طولانی) در حدود ۶۰ کیلومتری جنوب مرکز شهر مدرن ادرنه، در یکی از چالش برانگیزترین گذرگاه‌های رودخانه ارگنه در مسیر بالکان ساخته شده است. این مکان بسیار مهم است زیرا نقطه انتقال بین بالکان و آناتولی بود. معماری پل بین سالهای ۱۴۲۷ و ۱۴۴۳ میلادی، توسط مصلح‌الدین انجام شد و در زمان سلطنت مراد دوم به تکمیل رسید. معمار مصلح‌الدین، پیشرو دوره کلاسیک معماری عثمانی با پل‌ها، مجتمع‌های اجتماعی و مذهبی و مساجد آن عصر بود. | [ ۷۶ ]  |
| ۵۱ |       | آرامگاه اسماعیل فکیرالله | استان سعرد                          | ۲۰۱۵         | ۶۰۴۳ (iv)(vi)            | آرامگاه اسماعیل فکیرالله و دو سازه دیگر مرتبط با مکانیسم انکسار نور در منطقه ایدنلار (تیلو)، سیرت واقع شده‌اند. این مقبره پس از مرگ یک صوفی به نام اسماعیل فکیرالله، توسط مرید او، ابراهیم حقی، در قرن ۱۸ میلادی ساخته شد. سنگ مقبره از قرن نوزدهم تاریخ دارد. این بنا تا حدودی اصالت خود را به دلیل کارهای مرمت اشتباه انجام شده در سال ۱۹۶۳ از دست داده است. | [ ۷۷ ]  |
| ۵۲ |       | مجموعه کاخ یلدیز | استانبول                            | ۲۰۱۵         | ۶۰۴۴ (ii)(iii)(iv)       | کاخ ییلدیز (به معنی کاخ ستاره) کُرسی دولت عثمانی و محل سکونت سلطان عبدالحمید دوم به مدت ۳۳ سال (۱۹۰۹–۱۹۷۶) بود. این ملک مجموعه ای گسترده از غرفه‌ها و باغ‌های پیرامونی و حیاط‌ها است و در سبک‌های مختلف طراحی شده است. | [ ۷۸ ]  |
| ۵۳ |       | پل ملابادی | استان دیاربکر                       | ۲۰۱۶         | ۶۱۱۳ (iii)(iv)(vi)       | پل تاریخی مالابادی بر رود باتمان واقع شده است که از رود دجله منشعب می‌شود. پل در باریکترین بخش رودخانه ساخته شده است. این پل تقریباً در ۱۰۴ کیلومتری مرکز شهر مدرن دیاربکر قرار دارد و در گذشته مسیرهای مهمی را به یکدیگر متصل می‌کرد. | [ ۷۹ ]  |
| ۵۴ |       | قلعه وان | استان وان                           | ۲۰۱۶         | ۶۱۱۴ (ii)(iii)(iv)(vi)   | قلعهٔ توشپا یا وان (به آشوری: Turušpa، اورارتویی: Tušpa، ترکی: Tuşpa)، یک تپه و شهر قدیمی در وان است و مساحت ۹۷ هکتار را در بر می‌گیرد. این بنا مشرف بر پایتخت اورارتوها بود و بین قرن نهم و ششم قبل از میلاد احداث شد. | [ ۸۰ ]  |
| ۵۵ |       | کلیه سلطان بایزید دوم | استان ادرنه                         | ۲۰۱۶         | ۶۱۱۷(ii)(iv)(vi)         | کُلیه (مجموعه) سلطان بایزید دوم واقع در ساحل شمالی رودخانه تونجا در ادرنه، دومین پایتخت امپراتوری عثمانی، متشکل از مسجد، تاب‌خانه (مهمان خانه‌ها)، مدرسه (مدرسه پزشکی)، دارالشفا (بیمارستان)، امارت (آشپزخانه)، داروخانه و انبار غذا است. با این حال، مرکز اصلی کُلیه، دارالشفا (بیمارستان) و مدرسه (مدرسه پزشکی) هستند. سایر واحدهای احداث شده برای تکمیل خدمات بیمارستانی در ابعاد اجتماعی، فرهنگی، مذهبی و مالی ساخته شده است. پل بایزید خان بر روی رودخانه تونجا که برای اتصال کُلیه به شهر ساخته شده است نیز در آن حوالی است. | [ ۸۱ ]  |
| ۵۶ |       | مسجد ییولی مناره | استان آنتالیا                       | ۲۰۱۶         | ۶۱۱۹ (ii)(iv)            | مناره مسجدی با نام «ییولی مِنارت» که با کاشی‌های آبی تیره تزئین شده است، یک نشانه و نمادی از شهر است. اگرچه کتیبه در ورودی نشان می‌دهد که مسجد ییولی مناره در سال ۱۳۷۳ میلادی توسط محمدبیگ، نوه یونس بیگ از قبیله حمیدوغلو، ساخته شده است. مسجد اصلی در سال ۱۲۳۰ بر روی دیوارهای یک کلیسای قدیمی ویران شده که قبلاً در همان مکان وجود داشت، ساخته شده است. | [ ۸۲ ]  |
| ۵۷ |       | قلعه بودروم | استان موغله                         | ۲۰۱۶         | ۶۱۲۱ (ii)(iii)(iv)       | قلعه بودروم طرح و ساختار اصلی خود را از دوره شوالیه‌ها حفظ کرده و نمایانگر معماری گوتیک است. از آنجا که اعضای شوالیه‌های سنت جان از چندین کشور اروپایی در یک سازمان چند ملیتی گرد آمده بودند، هر ملیتی برج خاص خود را در قلعه داشت و هر کدام به سبک معماری خاص خود ساخته شدند. | [ ۸۳ ]  |
| ۵۸ |       | مسجد نورعثمانیه | استانبول                            | ۲۰۱۶         | ۶۱۲۲(ii)(iii)(iv)        | ساخت مجتمع نورعثمانیه در سال ۱۷۴۹ در زمان حاکمیت سلطان محمود اول (۱۷۳۰–۱۷۵۴) آغاز شد و توسط برادر و جانشین او سلطان عثمان سوم (۱۷۵۴–۱۷۵۷) در سال ۱۷۵۵ به پایان رسید. نام نورعثمانیه به آیهٔ «الله نور السماوات و العرض» اشاره دارد. اگرچه در مورد هویت معمار اختلافاتی وجود دارد، اما توافق شده که این معمار سیمئون کلفا بود که تبار یونانی داشت. ساخت این مجموعه با جزئیات در یک رساله تحت عنوان «تاریخ جامع شریف نور عثمانی» نوشته شده که احمد افندی، دبیر ساختمان آن را کتابت کرده است. این یک سند نادر در مورد مشخصات ساختمان است و شرح مفصلی از سازماندهی ساخت و ساز و اطلاعات در مورد فرایند ساخت را ارائه می‌دهد. | [ ۸۴ ]  |
| ۵۹ |       | شهر باستانی کیبیرا | استان بوردور                        | ۲۰۱۶         | ۶۱۲۳ (iii)(iv)           | این شهر در منابع ادبی کهن ذکر شده است. به گفته استرابون، اهالی آن از نوادگان لیدیایی‌ها بودند که کوچ کردند و منطقه سیبِیراتیس را اشغال کردند و پیسیدیه را تحت سلطه خود درآوردند. مدت کوتاهی پس از ورود، آنها محل سکونت خود را به شهر جدیدی منتقل کردند. کیبیرا در زمان رومیان بازسازی شد و آثاری از آن دوره در خود دارد. | [ ۸۵ ]  |
| ۶۰ |       | مسجد حاجی بایرام | آنکارا                              | ۲۰۱۶         | ۶۱۲۴(iv)(vi)             | مسجد حاجی بایرام و معبد آگوستوس را به عنوان نقطه کانونی شهر حاجی بایرام در نظر می‌گیرند. این شهر علاوه بر این، دارای یک پارچه تاریخی سنتی است که شامل ساختمانهای عثمانی و بناهای اوایل دوره جمهوری و همچنین ساختمانهای متأخر است. این ولسوالی در تپه‌ای واقع شده است که یک توموس است، جایی که مسجد و معبد در بالا قرار دارند در حالی که دیگر نواحی در امتداد تپه‌های شیب دار پراکنده هستند. | [ ۸۶ ]  |
| ۶۱ |       | تالاب دلتای کیزیلیرماک و پناهگاه پرندگان | استان صامسون                        | ۲۰۱۶         | ۶۱۲۵(x)                  | کیزیلیرماک طولانی‌ترین رودخانه داخلی در ترکیه است و همچنین دارای دومین حوضه آبریز بزرگ کشور است. کیزیلرماک مسافت ۱٫۳۵۵ کیلومتری را طی می‌کند و از استان‌های سیواس، قیصری، نوشهیر، کیرشهیر، کریک کاله، چانکیری، چوروم و سامسون در آناتولی میانه و شمالی می‌گذرد تا نهایتاً به دریای سیاه می‌ریزد. | [ ۸۷ ]  |
| ۶۲ |       | اسوس | استان چناق‌قلعه                      | ۲۰۱۷         | ۶۲۴۲(iii)(iv)(vi)        | اسوس از شهرهای باستانی است که نخستین بار در نوشته‌های هیتی‌ها نام آن آمده است. این شهر با اسکان برخی از اهالی جزیره لسبوس به صورت یک دولت‌شهر یونانی درآمد و چندین بار میان یونانیان و هخامنشیان دست به دست شد. پس از روی کار آمدن امپراتوری روم و بیزانس، همچنان از مراکز تجاری این دولت‌ها به‌شمار می‌رفت. امروزه بقایای اسوس در روستای بهرام‌کالا (بهرام‌قلعه) جای دارد. | [ ۸۸ ]  |
| ۶۳ |       | چشم‌انداز صنعتی آیوالیک | استان بالیکسیر                      | ۲۰۱۷         | ۶۲۴۳(ii)(iii)(iv)        | باغ‌های زیتون که جزء ویژگی‌های طبیعی آیوالیک است تقریباً ۴۱٫۳ درصد از منطقه را پوشش می‌دهد و زمینه طبیعی و منبع اصلی چشم‌انداز صنعتی شهر را تشکیل می‌دهد. باغ‌های زیتون تقریباً ۱۳۲۰۰ هکتار را در بر می‌گیرد و بیش از ۲ میلیون درخت زیتون در خود دارد. | [ ۸۹ ]  |
| ۶۴ |       | چشم‌انداز فرهنگی ایوریز | استان قونیه                         | ۲۰۱۷         | ۶۲۴۴ (ii)(iii)(iv)       | منظر فرهنگی ایوریز شامل دو نقش برجسته صخره‌ای بزرگ نو هیتی، و یک محراب کوچک نو هیتی، و همچنین یک صومعه مربوط به دوره بیزانس میانه، دو غار و ویژگی‌های طبیعی مانند چشمه است. این مکان به عنوان یک نشانگر مرزی و به عنوان یک منطقه مذهبی و مقدس در ادوار طولانی از عصر برنز پسین (۱۶۵۰–۱۲۰۰ قبل از میلاد)، عصر آهن (۱۲۰۰–۶۵۰ قبل از میلاد) و تا دوره بیزانس میانه - اواخر (۸۴۳–۱۵۴۳ پس از میلاد) شناخته شده بود. | [ ۹۰ ]  |
| ۶۵ |       | نیکسار: پایتخت دودمان دانشمند | استان توقات                         | ۲۰۱۸         | ۶۳۴۴ (iii)(iv)(vi)       | در قرن یازدهم میلادی، نیکسار که از شهرهای امپراتوری بیزانس بود، در پی نبرد ملازگرد به تصرف ترکان درآمد. در سال ۱۰۷۷، این شهر پایتخت دانشمندیان شد. به لطف موقعیت ژئوپلیتیک، این شهر باعث گسترش فرهنگ ترکی-اسلامی در مناطق دریای سیاه و آناتولی مرکزی شد و در قرن‌های یازدهم و دوازدهم که آناتولی به ناحیه‌ای ترک‌نشین تبدیل می‌شد، نقش مهمی داشت. | [ ۹۱ ]  |
| ۶۶ |       | سازه‌های آب زیرزمینی در غازی عینتاب | استان غازی عینتاب                   | ۲۰۱۸         | ۶۳۴۵ (iii)(iv)           | شهر غازی‌عینتاب در حاشیه جریان رود آلبن واقع شده است و تاریخ سکونت در شهر به پایان قرن پنجم می‌رسد. این شهر تابستان‌های بسیار گرمی دارد و برای حل معضل آب شهر سامانهٔ خاصی ایجاد شده است تا اهالی از آب‌های زیرزمینی بهره‌مند شوند. | [ ۹۲ ]  |
| ۶۷ |       | پل ژوستینین | استان سقاریه                        | ۲۰۱۸         | ۶۳۴۷ (iii)(iv)           | پل ژوستینین، که به عنوان پل سانگاریوس نیز شناخته می‌شود، یک پل اواخر رومی با طول قابل توجه ۳۵۰ متر است که بر دهانه رود سانگاریوس در منطقه باستانی بیتینیا در شمال غربی آناتولی ساخته شده است. این بنا توسط امپراتور روم شرقی، ژوستینین یکم (۵۲۷–۵۶۵ میلادی) ساخته شد تا حمل و نقل و ارتباط بین پایتخت قسطنطنیه و استان‌های شرقی را بهبود بخشد. | [ ۹۳ ]  |
| ۶۸ |       | پریه‌نه | استان آیدین                         | ۲۰۱۸         | ۶۳۴۸ (ii)(iii)(iv)(vi)   | پرین در ابتدا یک شهر کاریان بود که احتمالاً قبل از قرن ۷ قبل از میلاد توسط اهالی ایونی و تبس استعمار شد. این شهر عضو لیگ ایونی بود. در قرن ششم قبل از میلاد، پرین منزلگاه یکی از فرزانگان هفتگانه بود. در همین دوره شهر تحت سلطه لیدیه قرار گرفت و در سال ۵۴۶ قبل از میلاد هخامنشیان جایگزین آنان شدند. پرین در انقلاب ایونی (۴۹۹/۴۹۴ قبل از میلاد) شرکت داشت و برای بخش‌هایی از قرن ۵ عضو لیگ دالیان بود. موقعیت شهر در زمان‌های باستانی و کلاسیک ناشناخته است. پرین بعدها در اواسط قرن چهار قبل از میلاد بازسازی شد. اسکندر به شهر خودمختاری بخشید. در ۲۸۳/۲ قبل از میلاد مسیحیان در شهر افزایش یافتند و در سال ۲۷۷ قبل از میلاد توسط سلت‌ها ویران شد. پس از سال ۱۲۹ قبل از میلاد، پرین رسماً بخشی از استان رومی آسیا بود. شهر در سپس در دوره‌های متأخرتر به بیزانس و عثمانی رسید و جمعیت یونانی آن رخت بربستند. | [ ۹۴ ]  |
| ۶۹ |       | شهر تاریخی خارپوت | استان الازیغ                        | ۲۰۱۸         | ۶۳۴۹ (iii)(iv)(vi)       | خارپوت باستانی توسط اورارتویان، در آناتولی شرقی تأسیس شد و قلعهٔ آن باقی ماندهٔ تمدن مذکور است. با آغاز قرن ششم پیش از میلاد، آشوری‌ها و سپس اورارتوها با فشار مادها و پارسیان نابود شدند و شاپور دوم نیز بعدها آن را به قلمرو ساسانیان بازگرداند. در ۳۷۹ میلادی، امپراتور روم موفق به تسخیر خارپوت شد. در فتح عرب در قرن هفتم، شهر سقوط کرد و مدتی در قرن دهم حاکمان محلی داشت ولی توسط امپراتوری بیزانس و سپس سلجوقیان روم رسید. ایلخانان، قره قویونلو، صفویان و عثمانی نیز به ترتیب به خارپوت دست یافتند. شهر تدریجاً تغییر کرده و نام شهر جدید به نام سلطان عبدالعزیز تغییر یافت. در دوره جمهوری شدن ترکیه، معاون کمیته اجرایی تصمیم گرفت نام شهر را «الازیگ» کند. | [ ۹۵ ]  |
| ۷۰ |       | بازیلیکا ترما (حمام رومی ساری‌کایا) | استان یوزغاد                        | ۲۰۱۸         | ۶۳۵۰(iv)                 | بازیلیکا ترما در مرکز شهر ساری‌کایا در فلات بُزُک در شمال آناتولی مرکزی واقع شده است. این شهر در یک دره بزرگ، با ارتفاع ۱۱۷۰ متر از سطح دریا تأسیس شد. دلیل اینکه شهر در این نقطه بسیار مشخص واقع شده است، چشمه حرارتی و شفابخش آن است که از دوران باستان تا امروز در حال جوشش است. این بنا در واقع یک ساختمان حمام رومی است که در عمیق‌ترین قسمت دره واقع شده است. این حمام رومی که در قرن دوم میلادی احداث شده است و به‌طور مداوم مورد استفاده قرار گرفته است. | [ ۹۶ ]  |
| ۷۱ |       | پارک طبیعی غار بالیجا | استان توقات                         | ۲۰۱۹         | ۶۴۰۳(vii)(viii)          | پارک طبیعت غار بالیجا در مرزهای منطقه پازار ۲۳ کیلومتری جنوب غربی مرکز شهر توقات واقع شده است. این پارک در کوهستان آک‌داغ است که ۱۹۱۶ متر ارتفاع دارد. سنگ اصلی آن بیشتر از سنگ‌های پالئوزوئیک تشکیل شده است. | [ ۹۷ ]  |
| ۷۲ |       | پُست‌های تجاری و استحکامات در مسیرهای بازرگانی جنوایی‌ها از مدیترانه تا دریای سیاه(قلعه آکچاکوجا, قلعه آماسرا, قلعه چاندارلی, قلعه چشمه، قلعه فوچا, برج گالاتا، قلعه گورجینادا, دژ سینوپ، قلعه یوروس) | (هشت قلعه و یک برج در ترکیه امروزی) | ۲۰۲۰         | ۶۴۶۸(ii)(iv)             | در اواسط قرن سیزدهم، جنوایی‌ها به‌طور فعال در سراسر دریای مدیترانه و دریای سیاه تجارت می‌کردند. جمهوری جنوا در ابتدا از شهری به همین نام در شمال غربی ایتالیای امروزی آغاز به کار کرد و برای بازرگانی به اکثر شهرهای پیرامون دریای مدیترانه راه یافت و پس از پیمان تجاری با امپراتور بیزانس (که نمی‌توانست قرض خود را بازپرداخت کند)، رشد سریعی داشته و قدرت یافت تا رقیب خود، یعنی جمهوری ونیز، را از تنگه‌های منتهی به دریای سیاه منع کند. در ترکیه امروزی نُه برج و قلعه از این دوران باقی است. | [ ۹۸ ]  |
| ۷۳ |       | شهر تاریخی بی‌پازاری | استان آنکارا                        | ۲۰۲۰         | ۶۴۶۹(iii)                | بی‌پازاری منطقه ای در حوالی پایتخت، آنکارا، است و در آناتولی مرکزی ۹۸ کیلومتری غرب پایتخت واقع شده است. بی‌پازار از دوران باستان مسکونی بوده و نمادی از سنت‌های باستانی با منابع غنی تاریخی و طبیعی را در خود جای داده است. این سرزمین توسط هیتی‌ها، فریگی، گالاتیا، رم، بیزانس، سلاجقهٔ آناتولی و عثمانی اداره می‌شد، و یک مرکز تجاری مهم در جاده ابریشم بود که در زمان سلجوقیان به قسطنطنیه و بغداد وصل می‌شد و کمی بعد مرکز ارتش دولتی امپراتوری عثمانی شد. | [ ۹۹ ]  |
| ۷۴ |       | سایت باستان‌شناسی قره‌تپه-اصلان‌تاش | استان عثمانیه                       | ۲۰۲۰         | ۶۴۷۰ (ii)(iii)(iv)       | سایت باستان‌شناسی قره‌تپه-اصلان‌تاش شامل یک زنجیره شهرک است که امروزه در ساحل غربی دریاچه سد اصلان‌تاش، در باریک‌ترین نقطه آن، واقع شده. سایت باستان‌شناسی شامل بقایای عصر آهن است و بقایای شهر باستانی آذاتیواتایا و تمدن عصر برنز تومزتپه را در خود جای داده و آثاری از ویلاهای رومی نیز در آن به چشم می‌خورد. | [ ۱۰۰ ] |
| ۷۵ |       | شهر بندری تاریخی ازمیر | استان ازمیر                         | ۲۰۲۰         | ۶۴۷۱ (ii)(iii)(iv)       | ازمیر نخستین بار در اواخر قرن چهارم یا اوایل قرن سوم پ‌م بین پاگوس هیل (Kadifekale) و بندر داخلی تأسیس شد. در دوره پس از اسکندر و تا به امروز با داشتن قدمتی مداوم، اسمیرنا یا ازمیر (Smyrna) هنوز شهری است که آثار هلنیستی، رومی، بیزانسی، [بیلیکی] و عثمانی را به یادگار دارد. | [ ۱۰۱ ] |
| ۷۶ |       | قلعه زرزوان و میترائیوم | استان دیاربکر                       | ۲۰۲۰         | ۶۴۷۲(iii)(iv)(vi)        | قلعه زرزوان یک شهرک نظامی بود. مصنوعات کشف شده توسط کاوش‌ها اطلاعات مهمی در مورد سربازان رومی، زندگی روزمره غیرنظامیان و نبردها ارائه می‌دهند. بقایای این قلعه دارای بخش‌های مختلفی است که معماری را به خوبی نشان می‌دهند. میترائیوم، مهم‌ترین ساختار قلعه زرزوان، در انتهای شمالی دیوارها ساخته شده که نمادهای مهرپرستی در آن مشهود است. | [ ۱۰۲ ] |
| ۷۷ |       | دره کوراماز | استان قیصریه                        | ۲۰۲۰         | ۶۴۷۳(v)                  | دره کوراماز در مرزهای استان کیسری در آناتولی مرکزی واقع شده است. دره شکستگی زلزله ای است که ۱۲ کیلومتر طول دارد. ارتفاع پایه دره در لبه شرقی ۱۵۰۰ متر و ۱۶۶۵ متر در لبه غربی است. برخی از آبهای سطحی دره‌های خاص خود را تشکیل می‌دهند و برخی دیگر به زیر زمین جذب می‌شوند و به شکل چشمه‌ها به سطح می‌رسند. تمام آبهای این جریانها و چشمه‌ها به آرامی با یکدیگر ملاقات کرده و جریان کوراماز را تشکیل می‌دهند. چشم‌انداز آتشفشانی آن، ساختار مناسب برای کشاورزی، آب شیرین و ساختار نرم سنگ‌ها فضایی برای تمدن‌های مختلف بوده است. این مجموعه طیف گسترده‌ای از عناصر میراث فرهنگی را با ویژگی‌های مختلف مشخصه آنها که سابقه هزاران سال دارد، در خود جای داده است. | [ ۱۰۳ ] |
| ۷۸ |       | کلیساهای کهن و قرون وسطایی و صومعهٔ میدیات و نواحی پیرامون (طور عبدین) | استان ماردین                        | ۲۰۲۱         | ۶۵۳۴(iii)(iv)(vi)        | میدیات در مرکز طور عبدین (به معنی «کوه بندگان خدا» در سریانی) در یک فلات سنگ آهک در جنوب شرقی ترکیه واقع شده است. این منطقه توسط رودخانه دجله در شمال و شرق، دشت بین‌النهرین در جنوب و شهر ماردین در غرب محدود شده است. در حدود ۱۲۰ کیلومتر کشیده شده است. چشم‌انداز روستایی هشتاد آبادی را با تقریباً صد کلیسا و هفتاد صومعه پوشش می‌دهد. این معماری مذهبی روستایی متعلق به جامعه ارتدکس سریانی است و تاریخ آن به دوره‌ای برمی گردد که منطقه تحت امپراتوری بیزانس قرار داشت. تور عبدین علی‌رغم اینکه از قرن هفتم در مرزهای کشورهای مسلمان قرار داشته، تا قرن گذشته بیشتر محل سکونت مسیحیان سریانی بود. | [ ۱۰۴ ] |
| ۷۹ |       | شهر کمالیه | استان ارزنجان                       | ۲۰۲۱         | ۶۵۳۵(v)(viii)            | شهر تاریخی کمالیه (یا اغین) در شمال غربی منطقه آناتولی شرقی و در جنوب غربی استان ارزنجان واقع در فرات علیا قرار دارد. شرق، غرب، شمال و جنوب سکونتگاه کمالیه توسط کوه‌ها احاطه شده است. شاخه کاراسو از رود فرات که طولانی‌ترین رود جنوب غربی آسیا است، از شرق کمالیه می‌گذرد. دریاچه کادی و چند جویبار دیگر که از این ناحیه آغاز شده و به رودخانه کاراسو می‌ریزند، مهم‌ترین منابع آبی هستند که سکونتگاه دائمی را در اینجا ایجاد کرده‌اند. امپراتوری عثمانی، سلجوقیان، ایلخانیان، آق قویونلوها، رومی‌ها، بیزانسی‌ها، ساسانیان، هخامنشیان و سردرژها قبل از تأسیس جمهوری ترکیه بر کمالیه (اغین) حکومت می‌کردند و شهر در مسیر تجاری راه ابریشم قرار داشته است. | [ ۱۰۵ ] |
| ۸۰ |       | آنکارا: برنامه‌ریزی و طراحی شهر پایتخت مدرن جمهوری | استان آنکارا                        | ۲۰۲۱         | ۶۸۲۳ (ii)(iv)(vi)        | اگرچه «انقره» در دوره‌های رومی و عثمانی یک مرکز تجاری قابل توجه بوده است ولی در اواخر دوره عثمانی، شهر کوچکی با حدود ۲۰٫۰۰۰ نفر جمعیت بود، که عمدتاً در ارگ و اطراف آن مستقر شده بودند. با ورود راه‌آهن در اواخر قرن نوزدهم که بر توسعه شهر به سمت غرب که ایستگاه قطار در آن واقع شده بود، افزون شد. با این حال، تحول رادیکال مدرن آنکارا پس از تأسیس دولت جدید جمهوریخواه و اعلام این شهر به عنوان «پایتخت» اتفاق افتاد و آنکارا به نماد مدرنیته و جمهوریت بدل شد. | [ ۱۰۶ ] |